# イカにもスミにも
『イカにもスミにも』は、1987年4月7日から1991年3月19日まで毎日放送（MBSテレビ）で放送されたトークバラエティ番組。放送時間は毎週火曜 23:50 - 25:15 (JST) 。

## 概要
当時毎日放送のアナウンサーだった角淳一と関西のお笑いタレントたちが、政治・経済・スポーツ・芸能などについてまったりと語り合っていた深夜番組である。この路線が、1999年に同局でスタートした午後の情報ワイド番組『ちちんぷいぷい』へと引き継がれている。
各出演者の席には白黒2色のイカの人形があり、本音を語るときには黒いイカ人形を、建前を語るときには白いイカ人形を出すことになっていた。後に、怒っているときに出す赤いイカ人形も登場した。

## 出演者
- 角淳一（当時毎日放送アナウンサー）
- 浜村淳
- 横山ノック
- 上岡龍太郎
- 桂文珍
- 月亭八方
- 景山民夫
- 中島らも
- 大島渚
- ほか

| 毎日放送 火曜23:50枠         | 毎日放送 火曜23:50枠                       | 毎日放送 火曜23:50枠                   |
| 前番組                       | 番組名                                     | 次番組                                 |
| ---------------------------- | ------------------------------------------ | -------------------------------------- |
| 100%テレビ （23:50 - 24:45） | イカにもスミにも （1987年4月 - 1991年3月） | 新・たかじんが来るぞ （23:50 - 25:15） |